# Аньозіне
Аньозіне (італ. Agnosine) — муніципалітет в Італії, у регіоні Ломбардія, провінція Брешія.
Аньозіне розташоване на відстані близько 460 км на північ від Рима, 95 км на схід від Мілана, 18 км на північний схід від Брешії.
Населення — 1813 осіб (2014).
Щорічний фестиваль відбувається 13 серпня. Покровитель — Ippolito.

## Демографія
Населення за роками:

Станом на 1 січня 2023 року в муніципалітеті офіційно проживало 107 іноземців з 17 країн, серед них 9 громадян країн Євросоюзу та 9 громадян України.

## Сусідні муніципалітети
- Біоне
- Каїно
- Лумеццане
- Одоло
- Презельє
- Валліо-Терме